# Achille Compagnoni

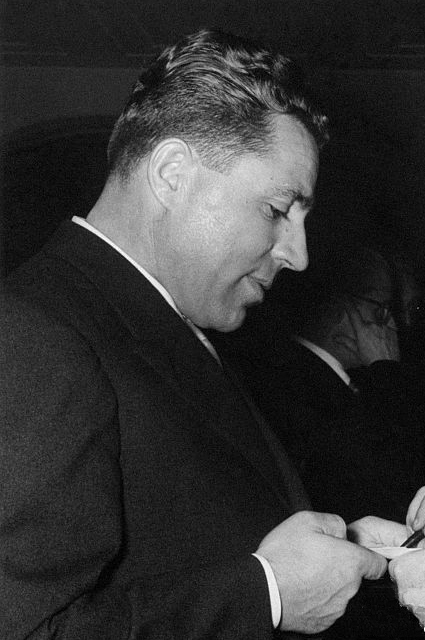
Achille Compagnoni en 1955

Achille Compagnoni (26 de septiembre de 1914 - 13 de mayo de 2009) fue un montañero italiano nacido en Santa Caterina Valfurva, en la provincia de Sondrio (Lombardía). 
Junto a Lino Lacedelli, Compagnoni fue el primer hombre que ascendió el K2 el 31 de julio de 1954. La expedición fue dirigida por Ardito Desio. Compagnoni se distinguió durante la expedición como uno de los líderes del grupo y uno de los más resistentes, pese a haber sufrido la congelación de algunos dedos de las manos al bajar de la cima. 
Fue también campeón italiano de esquí nórdico y escaló el Cervino en diversas ocasiones por caminos distintos. 
Recibió la Medalla de Oro al valor civil en 1954 y fue nombrado Caballero de la Gran Cruz, Orden al Mérito de la República Italiana, en 2003.
El alpinista narró la escalada al K2 en dos libros: Hombres en el K2, en 1958 y K2: conquista italiana entre historia y memoria, en 2004. 
Falleció a los 94 años. El montañista, que murió en el hospital de Aosta, norte de Italia, llevaba hospitalizado algunas semanas a causa de problemas vinculados a la edad.